# Ovum-RHK
Ovum (appelé parfois aussi Ovum-RHK), désormais Omdia, était le nom d'une entreprise britannique spécialisée dans l'analyse stratégique concernant l'industrie des réseaux et des télécommunications. 
La société  réalise des études de marché trimestrielles et annuelles très appréciées par les milieux financiers, les opérateurs, les industriels et les grandes institutions gouvernementales, qui fournissent des informations quantitatives détaillées sur les chiffres d'affaires, les livraisons en nombre de ports ou d'unités et les prix moyens de vente.
La société dispose de bureaux à Londres, Paris, Cologne, Boston, Melbourne, Séoul et San José.

## Historique
Juin 2005 - Ovum Ltd, un cabinet d'études britannique, annonce l'acquisition de RHK Research à Ryan Hankin Kent. L'entité s'appelle désormais Ovum-RHK. Ovum indique que sa spécialisation dans l'analyse du marché des services sera complétée par celle de RHK sur le marché des équipements.
Décembre 2006 - Datamonitor plc. rachète Ovum.